# Air Costa
Air Costa era una aerolínea regional de la India con sede en Vijayawada, Andhra Pradesh. Inició operaciones en octubre de 2013. La aerolínea volaba a 9 destinos con una flota de aviones Embraer 170 y Embraer 190.
Se centraba en rutas desatendidas entre las ciudades más pequeñas de la India.

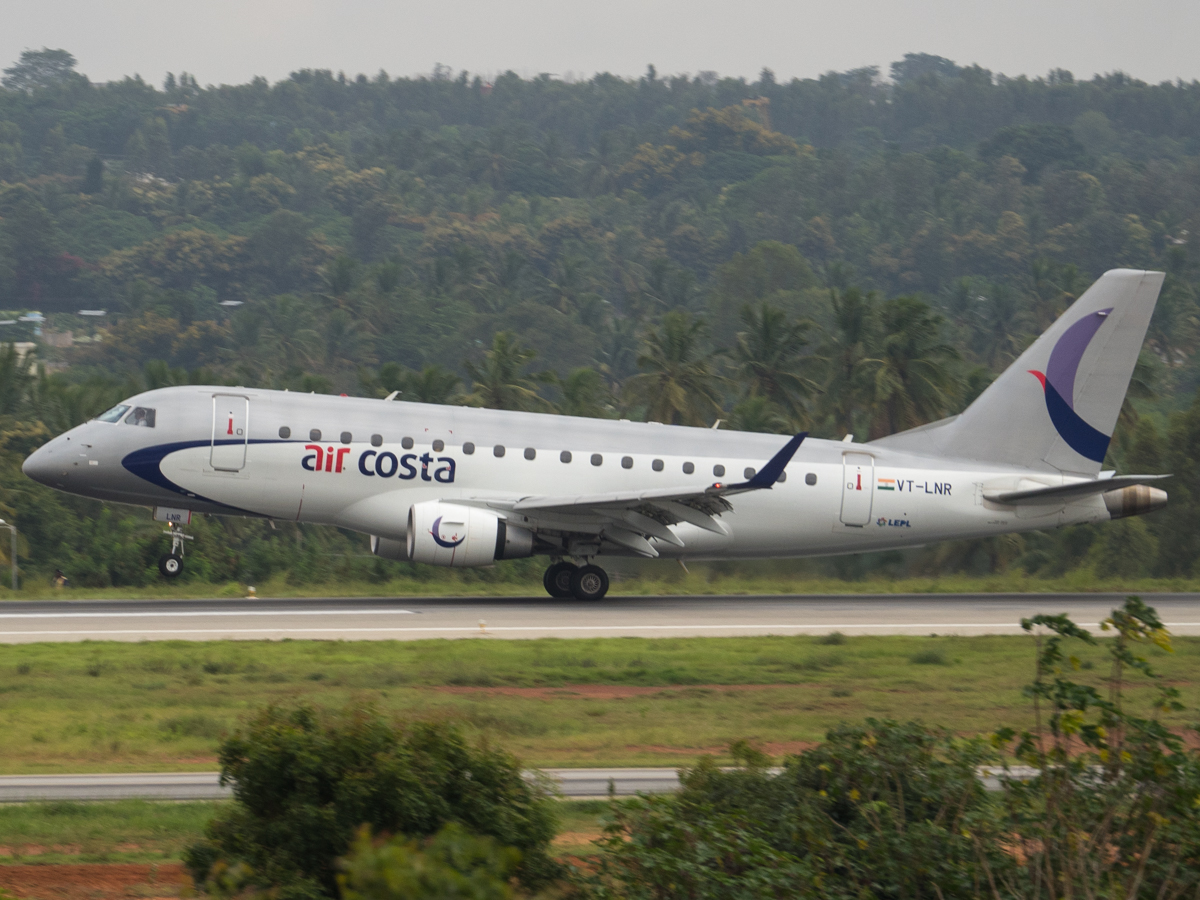
Embraer 170 de Air Costa aterrizando en el Aeropuerto Internacional Kempegowda

## Historia
Air Costa fue fundado en 2012 por el Grupo LEPL, una compañía que principalmente se ocupa con las bienes raíces. La aerolínea comenzó operaciones el 15 de octubre de 2013 con un vuelo de Vijayawada a Bengaluru, continuando a Jaipur.
En febrero de 2014 la aerolínea decidió comprar 50 aviones Embraer E-2, a un costo de 2,4 mil millones de dólares. Los aviones comenzarán a llegar en 2018.
La aerolínea cesó sus operaciones el 28 de febrero de 2017.

## Destinos
Air Costa volaba a las siguientes ciudades en septiembre de 2015.
- Andhra Pradesh
  - Tirupati - Aeropuerto de Tirupati
  - Vijayawada - Aeropuerto de Vijayawada
  - Visakhapatnam - Aeropuerto de Visakhapatnam
- Guyarat
  - Ahmedabad - Aeropuerto Internacional Sardar Vallabhbhai Patel
- Karnataka
  - Bengaluru - Aeropuerto Internacional Kempegowda
- Rayastán
  - Jaipur - Aeropuerto de Jaipur
- Tamil Nadu
  - Chennai - Aeropuerto Internacional de Chennai
  - Coimbatore - Aeropuerto de Coimbatore
- Telangana
  - Hyderabad - Aeropuerto Internacional Rajiv Gandhi

## Flota
La flota de Air Costa constaba de las siguientes aeronaves:

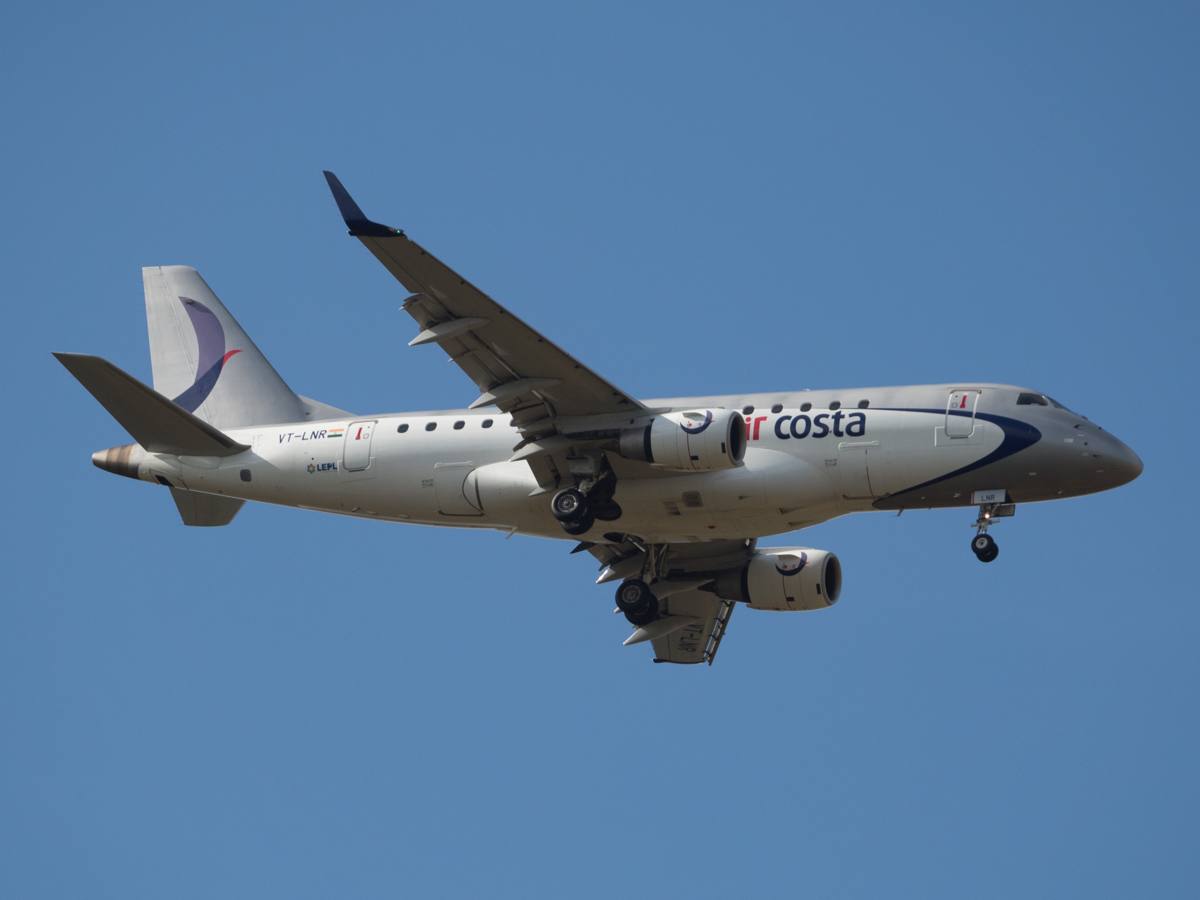
Embraer E170.

| Aeronave       | En servicio | Órdenes | Pasajeros | Pasajeros | Pasajeros | Notas                                         |
| Aeronave       | En servicio | Órdenes | EJ        | EC        | Total     | Notas                                         |
| -------------- | ----------- | ------- | --------- | --------- | --------- | --------------------------------------------- |
| Embraer 190    | 0           | 1       | 0         | 112       | 112       | Órdenes canceladas por GECAS                  |
| Embraer 190-E2 | —           | 25      | 6         | 92        | 98        | Suponía ser el cliente de lanzamiento en Asia |
| Embraer 195-E2 | —           | 25      | 12        | 106       | 118       | Suponía ser el cliente de lanzamiento en Asia |
| Total          | 0           | 51      |           |           |           |                                               |